# Hanene Salaouandji
Hanene Salaouandji (27 de junio de 1997) es una deportista argelina que compite en lucha libre. Ganó una medalla de bronce en el Campeonato Africano de Lucha de 2016.

## Palmarés internacional
| Campeonato Africano | Campeonato Africano | Campeonato Africano | Campeonato Africano |
| Año                 | Lugar               | Medalla             | Categoría           |
| ------------------- | ------------------- | ------------------- | ------------------- |
| 2016                | Alejandría (Egipto) | Medalla de bronce   | 48 kg               |